# Derry Celtic
Derry Celtic was een Noord-Ierse voetbalclub uit de stad Londonderry. De club werd in 1900 opgericht nadat de stad 7 jaar zonder grote club was na de ontbinding van Derry Olympic in 1893.
In 1900/01 startte de club in de Belfast & District League (toenmalige eerste klasse) en werd laatste met slechts 1 gelijkspel. Er was dat jaar geen degradatie, en vanaf het volgende seizoen stond de competitie open voor teams van heel Ierland (Ierland en Noord-Ierland waren op dat moment nog niet gescheiden). Na een 6de plaats het volgende seizoen werd in 1903 de 5de plaats bereikt, de club zou het nooit beter doen. De volgende seizoenen ging het een stuk minder en doordat er geen degradatie was werd de club gered. In 1910 was er nog eens een opflakkering met een nieuwe 5de plaats (op 8 teams). In 1913 werd Celtic laatste en werd uit de League gestemd en keerde nooit terug. Het duurde tot 1928 vooraleer er weer een toonaangevende club kwam in de stad, met Derry City.